# Jerzy Migdał
Jerzy Stanisław Migdał (ur. 1958) – polski prawnik, profesor nauk prawnych, specjalista w zakresie prawa karnego wykonawczego, kierownik Katedry Prawa Karnego Wykonawczego Katolickiego Uniwersytetu Lubelskiego Jana Pawła II. Wcześniej kierownik Zakładu Prawa Karnego Wykonawczego Uniwersytetu Jagiellońskiego.

## Życiorys
W 1984 roku został zatrudniony na stanowisku asystenta w Katedrze Prawa i Polityki Penitencjarnej na Wydziale Prawa i Administracji UJ. Trzy lata później w tej samej katedrze został starszym asystentem. W 1992 roku uzyskał stopień doktora nauk prawnych na podstawie rozprawy doktorskiej obronionej na WPiA UJ pt. Profilaktyka i adaptacja społeczna nieletnich w świetle badań nad alkoholizowaniem się dzieci i młodzieży, przeprowadzonych w Bochni w latach 1913, 1967, 1990, napisanej pod kierunkiem prof. dr. hab. Zbigniewa Hołdy. W 1999 roku został adiunktem w Katedrze Prawa i Polityki Penitencjarnej. W 2009 roku otrzymał stopień doktora habilitowanego na podstawie rozprawy Polski system penitencjarny w latach 1956-2008 w ujęciu doktrynalnym, normatywnym i funkcjonalnym. Kontynuacja czy zmiana. Przewód habilitacyjny prowadzony był na Wydziale Prawa, Prawa Kanonicznego i Administracji Katolickiego Uniwersytetu Lubelskiego. W 2013 roku Prezydent RP nadał mu tytuł profesora zwyczajnego. W 2015 roku został kierownikiem Zakładu Prawa Karnego Wykonawczego Uniwersytetu Jagiellońskiego i Katedry Prawa Karnego Wykonawczego Katolickiego Uniwersytetu Lubelskiego Jana Pawła II.
Jest autorem licznych książek, monografii i artykułów w czasopismach naukowych z dziedziny prawa karnego wykonawczego i polityki penitencjarnej.
Został odznaczony przez ministra kultury i sztuki odznaczeniem Zasłużony Działacz Kultury a także Srebrną Odznaką za pracę społeczną na rzecz miasta Krakowa.